# KSLV-3
KSLV-3 est un lanceur spatial de moyenne puissance de la Corée du Sud qui doit remplacer vers 2030 la fusée Nuri. Son développement est planifié sur la période 2023-2032 avec un premier vol prévu en 2030. Comportant deux étages, il utilisera des moteurs-fusées à ergols liquides caractérisés par un cycle à combustion étagée. Il sera capable de placer 10 tonnes en orbite basse et 3,5 tonnes en orbite de transfert géostationnaire.

## Historique
Alors que l'agence spatiale sud-coréenne développe son premier lanceur de construction entièrement domestique, la fusée Nuri dont le premier vol a lieu en 2021, elle envisage déjà son évolution qui doit permettre de faire passer la capacité du lanceur en orbite héliosynchrone de 1,5 à 2,8 tonnes et permettre de lancer un satellite de taille significative sur une orbite géostationnaire ainsi que des sondes spatiales pour étudier le système solaire. Les améliorations envisagées comprennent une version plus puissante du moteur-fusée KRE-075 (KRE-087). L'agence spatiale a par ailleurs commencé à tester depuis 2016 une version du moteur-fusée propulsant le troisième étage utilisant la combustion étagée. Plus de 60 tests sur banc d'essais ont été effectués, dont l'un d'une durée de 600 secondes.
Mais finalement, l'agence spatiale sud-coréenne opte pour le développement d'une fusée entièrement nouvelle. Le développement est planifié sur 10 ans (2023-2032) et dispose d'un budget de 2132 milliards de wons (1,5 milliard €). Baptisé KSLV-3, ce lanceur, qui est capable de placer 10 tonnes en orbite basse et 3,7 tonnes en orbite de transfert géostationnaire, doit entrer en service vers 2030. Le nouveau lanceur doit pouvoir répondre à la fois aux besoins de lancement institutionnels domestiques et aux missions d'exploration du système solaire.

## Caractéristiques techniques
Dans la version planifiée en 2023, le lanceur KSLV-3 comporte deux étages propulsés par de nouveaux moteurs-fusées à ergols liquides plus sophistiqués (cycle à combustion étagée) permettant un meilleur rendement. Cinq moteurs de 100 tonnes de poussée doivent propulser le premier étage tandis que deux moteurs de plus de 10 tonnes de poussée, optimisés pour le vide et pouvant être redémarrés plusieurs fois, propulsent le deuxième étage. Les capacités prévues pour le nouveau lanceur sont 10 tonnes en orbite basse (altitude 200 km, inclinaison orbitale de 80°), 7 tonnes sur une orbite héliosynchrone de 500 km (inclinaison orbitale de 98°), 6,1 tonnes sur une orbite héliosynchrone de 700 km (inclinaison orbitale de 98°), 3,7 tonnes sur une orbite de transfert géostationnaire (lancement depuis le sud de l'île de Jeju avec une inclinaison orbitale initiale de 31°), 1,8 tonne pour un atterrisseur/astromobile lunaire, 1 tonne pour une mission vers une autre planète.

## Missions prévues
Trois missions sont planifiées sur la période 2030-2032 pour qualifier le nouveau lanceur :
- En 2030, lancement d'une charge utile à destination de l'orbite lunaire destinée à vérifier les performances du lanceur.
- En 2031, lancement d'un modèle de pré-vol d'atterrisseur lunaire
- En 2032, lancement d'un atterrisseur lunaire.

## Installations de lancement
Pour le lancement de la fusée KSLV-3, il prévu d'adapter le pas de tir n°1 du centre spatial de Naro utilisé par le lanceur Nuri. Ce site se trouve dans l'île de Naro (district de Goheung) à l'extrémité sud de la péninsule coréenne et à environ 485 kilomètres de la capitale Séoul.